# Берлинер 1892
«Берлинер 1892» (Berliner SV 1892) — немецкий футбольный и спортивный клуб, базирующийся в Берлине (район Вильмерсдорф). Клуб основан в 1892 как «BTuFC Britannia 1892» и является одним из старейших германских футбольных и крикетных клубов. Клуб имеет 20 спортивных отделений. Является одним из 86 клубов-основателей Немецкого футбольного союза.

## История наименований
- 2 июля 1892 — основан как «BTuFC Britannia 1892».
- 10 декабря 1914 — переименован в «Berliner SV 1892»
- 1945 — распущен и заново основан как «SG Wilmersdorf»
- 1948 — восстановлено наименование «Berliner SV 1892»

## Достижения
- Финалист Чемпионата Германии: 1904
- Чемпион Берлина: 1897 (по версии ADSB), 1898, 1903, 1904 (по версии VDB/VBB), 1936, 1938, 1943, 1946, 1949 и 1954.
- Обладатель Кубка Берлина: 1930 и 1946.